# Gynoplistia (Gynoplistia) lyrifera
Gynoplistia (Gynoplistia) lyrifera is een tweevleugelige uit de familie steltmuggen (Limoniidae). De soort komt voor in het Australaziatisch gebied.